# The Washboard Rhythm Kings
The Washboard Rhythm Kings, ook wel bekend als de Washboard Rhythm Boys (1932), Georgia Washboard Stompers (1934-1935), Alabama Washboard Stompers (1930-1932), Washboard Rhythm Band (1932-1933), en Chicago Hot Five   waren een groep jazzartiesten die tussen circa 1930 en 1935 als groep opnamen maakten voor verschillende labels. Bruce Johnson speelde wasbord. Er wordt in de meeste van hun nummers ook een saxofoon, trompet en piano gespeeld 
De band speelde vrolijke, swingende muziek met levendige zang, blaasinstrumenten, een wasbordspeler en af en toe de kazoo. De band was populair ten tijde van de Grote Depressie . Ze coverden vooral actuele hits van andere artiesten.
In augustus 1933 namen ze ook op voor ARC en die platen werden uitgebracht op hun labels, Banner, Domino, Melotone, Oriole, Perfect en Romeo. Onder de naam "Georgia Washboard Stompers" waren ze eind 1934 en begin 1935 actief op het nieuwe platenlabel Decca .

Hun nummer "Pepper Steak" werd een stuk populairder nadat het werd gesampled in het gelijknamige nummer in de indiegame "Off" .
1. ↑  Washboard Rhythm Kings. www.discogs.com. Geraadpleegd op 12 april 2021.